# リチャード・キャズウェル
リチャード・キャズウェル（英語: Richard Caswell、1729年8月3日-1789年11月10日）は、アメリカ合衆国ノースカロライナ州の初代知事であり、1776年から1780年と1784年から1787年の2度務めた。

## 伝記
キャズウェルは訓練によって弁護士と測量士となり、1774年と1775年の大陸会議にはノースカロライナの代表となった。このとき同盟規約に署名した。アメリカ独立戦争の間は愛国者の士官として、ムーアズクリーク橋の戦いでノースカロライナの民兵隊を指揮した。1780年にはノースカロライナ邦軍の少将に任官された。キャムデンの戦いでは、その部隊が恐慌に陥って戦場から逃げ出し、大陸軍が敗北を喫するままにしてしまった。
キャズウェルは1776年にノースカロライナの最初の憲法を起草した植民地会議の議長を務めた。この会議が閉会になるときに、議会はキャズウェルを知事代行に選出した。キャズウェルは1777年1月16日に就任宣誓を行った。新しい憲法の下、邦議会は1777年4月にキャズウェルを初代知事に選出した。この憲法では知事の任期を1年間とし、3期までしか連続して就任することを認めていなかったので、1780年には知事職から降りた。その後にノースカロライナの民兵隊を指揮を執り、それが1780年8月16日のキャムデンにおける敗北に繋がった。
次に知事に就くまでの間は会計監査官とノースカロライナ邦上院議員を務めた。フィラデルフィアで開催された憲法制定会議にもノースカロライナ邦の代表に選ばれたが、出席はしなかった。
1789年に死んだときは再度ノースカロライナ州議会議員となっており、上院の議長を務めていた。
ノースカロライナ州キャズウェル郡とキャズウェル砦はキャズウェルに因んで名付けられた。